# Lista över nationalparker i Ecuador
Detta är en lista över nationalparker i Ecuador.  

## Lista
Det finns 11 nationalparker i Ecuador:
| Namn                | Foto | Provins(er)                                | Area | Grundad år | Beskrivning |
| ------------------- | ---- | ------------------------------------------ | ---- | ---------- | --- |
| Cayambe-Coca        |      | Imbabura, Pichincha, Sucumbíos och Napo    |      | 1970       | Björnar, rävar och hjortdjur är några av de större däggdjuren. Kondor och rödryggad vråk är två större rovfåglar. Cayambe är en snötäckt vulkan som är populär bland bergsklättrare. I reservatet ligger även vattenfallet San Rafael som med sina 131 meter är det högsta i Ecuador. |
| Cotopaxi            |      | Cotopaxi                                   |      | 1975       | |
| El Cajas            |      | Azuay                                      |      | 1996       | Parken är belägen i landets höglandsområde och den högsta punkten är 4450 m ö.h. Där finns flera hotade arter, bland annat kondoren. |
| Galápagos           |      | Galápagos                                  |      | 1959       | |
| Llanganates         |      | Cotopaxi, Napo, Pastaza och Tungurahua     |      | 1996       | Nationalparken är uppdelad i två ekologiska zoner, den västra och den östra zonen. Den västra delen ligger i Andernas högland (páramo). Där finns framförallt olika kameldjur. Den östra delen ligger i Andernas östra sluttningar, där det är mer flackt och på betydligt lägre höjd. |
| Machalilla          |      | Manabí                                     |      | 1979       | Nationalparken är beläget längs Stilla havs-kusten. |
| Podocarpus          |      | Zamora-Chinchipe                           |      | 1982       | Nationalparken ligger i sydöstra delen av Ecuador i ett gränsområde där fyra ekologiska zoner möts, norra- och södra Anderna, Amazonas-regionen och Stilla havsregionen. I parken finns mer än 100 laguner, däribland den välkända Lagunas del Compadre. |
| Sangay              |      | Morona Santiago, Chimborazo och Tungurahua |      | 1979       | I nationalparken finns två aktiva vulkaner och ekosystemen varierar från tropiska regnskogar till glaciärer. Flera ovanliga och hotade arter finns i området, bland annat bergstapir och glasögonbjörn. Nationalparken står sedan 1983 på Unescos världsarvslista. |
| Sumaco Napo-Galeras |      | Napo, Orellana och Sucumbíos               |      |            | |
| Yacurí              |      | Zamora och Loja                            |      | 2009       | |
| Yasuní nationalpark |      | Napo och Pastaza                           |      | 1979       | Nationalparken har mycket hög biodiversitet. Där finns många arter av däggdjur, fåglar, fiskar, fladdermöss, reptiler och groddjur. Dessutom finns ungefär lika många arter av insekter som i hela Nordamerika, omkring 100.000. En konflikt har gällt Texacos önskan att etablera "oljevägar" genom parken liksom oljeutvinning. Regeringen har sedan 2007 haft en annan linje, som innebär att oljefälten inte nyttjas i utbyte mot kompensation från internationella samfundet. |

### Fotnoter
1. ↑  ”National Parks of Ecuador”. Ministerio del Ambiente, Ecuador. http://www.ambiente.gob.ec/?q=node/60. Läst 15 juli 2011.